# VocaMe
VocaMe ist ein deutsches Vokalensemble der Alten Musik.

## Geschichte
VocaMe wurde 2008 unter der Leitung von Michael Popp gegründet. 2009 veröffentlichte das Ensemble griechische Hymnen der byzantinischen Komponistin Kassia aus dem 9. Jahrhundert. 2012 veröffentlichte VocaMe lateinische Lieder der deutschen Mystikerin Hildegard von Bingen aus dem 12. Jahrhundert. 2015 folgten französische Chansons und Balladen der mittelalterlichen Lyrikerin Christine de Pizan aus dem 15. Jahrhundert. 2018 erschienen geistliche Gesänge aus dem frühen Mittelalter (u. a. von Adam von St. Viktor, Tuotilo von St. Gallen und Walter von Châtillon).

## Diskografie
- 2009: Kassia – Byzantine hymns of the first female composer of the Occident   (Christophorus)
- 2012: Inspiration – Hildegard von Bingen – Lieder und Visionen   (Berlin Classics)
- 2015: Christine de Pizan – Chansons et Ballades   (Berlin Classics)
- 2018: Cathedrals – Vokalmusik aus der Zeit der großen Kathedralen   (Christophorus)